# Насадка (село)
Насадка — село в Кунгурском районе Пермского края, административный центр Насадского сельского поселения.

## География
Село находится в северной части Кунгурского района на правом берегу Сылвы примерно в 48 километрах от Кунгура по прямой на север.

## Климат
Климат умеренно-континентальный с продолжительной снежной зимой и коротким, умеренно-тёплым летом. Средняя температура июля составляет +17,8 0С, января −15,6 0С. Среднегодовая температура воздуха составляет +1,3°С. Средняя продолжительность периода с отрицательными температурами составляет 168 дней и продолжительность безморозного периода 113 дней. Среднее годовое количество осадков составляет 539 мм.

## История
Село известно с 1647 года как деревня. Название дано по местной речке. Изначально называлось деревней Мальцова. В период 1930—1980-х годов существовали колхозы «Завет Ленина», «Путь к коммунизму», совхоз «Гагаринский». До 2006 года село было центром сельсовета, а позже центром Насадского сельского поселения.

## Население
Постоянное население составляло 522 человек в 2002 году (97 % русские), 490 человек в 2010 году.

## Инфраструктура
Сельскохозяйственные предприятие СПК «Насадский». В селе имеются отделение связи, средняя школа, детсад, дом культуры, здание каменной Входо-Иерусалимской церкви (построена в 1820 году).